# Rippe (Technik)
In der Technik ist eine Rippe ein Stück Platte, mit dem ein anderes, oft ebenfalls flächiges Bauteil stabiler gegen Verformen gemacht wird. Es wird senkrecht auf einem  solchen  plattenförmigen Bauteil angebracht, wonach potentielles  Biegen oder Wölben aus der Plattenebene heraus gemindert wird. Sehr oft wird eine Rippe auch zwischen zwei Körperteilen angebracht, damit sie sich weniger gegeneinander verbiegen können. Die Achse der geminderten Biegung steht senkrecht auf der Rippenebene.
In technischen Zeichnungen wird ein in der Rippenebene geführter Schnitt nicht schraffiert dargestellt. Da Rippen relativ zum gesamten Bauteil oft sehr große Ausdehnung haben, wird auf diese Weise der Eindruck vermieden, dass ein sehr massives Bauteil (Volumen und Masse groß) vorliegt.
In der Bautechnik, z. B. beim Bau von Gewölben, sind die Gewölberippen nicht verstärkende, sondern selbstständige und selbstständig tragende Bauteile.
In der Wärme- und Kältetechnik werden an Leistungs-Bauteile dünne Bleche für den Wärmekontakt zur Luft angebaut, die man ebenfalls als Rippen bezeichnet. Beispiele sind Leistungstransistoren, Rippenrohre und Rippen-Heiz- und Kühlkörper.

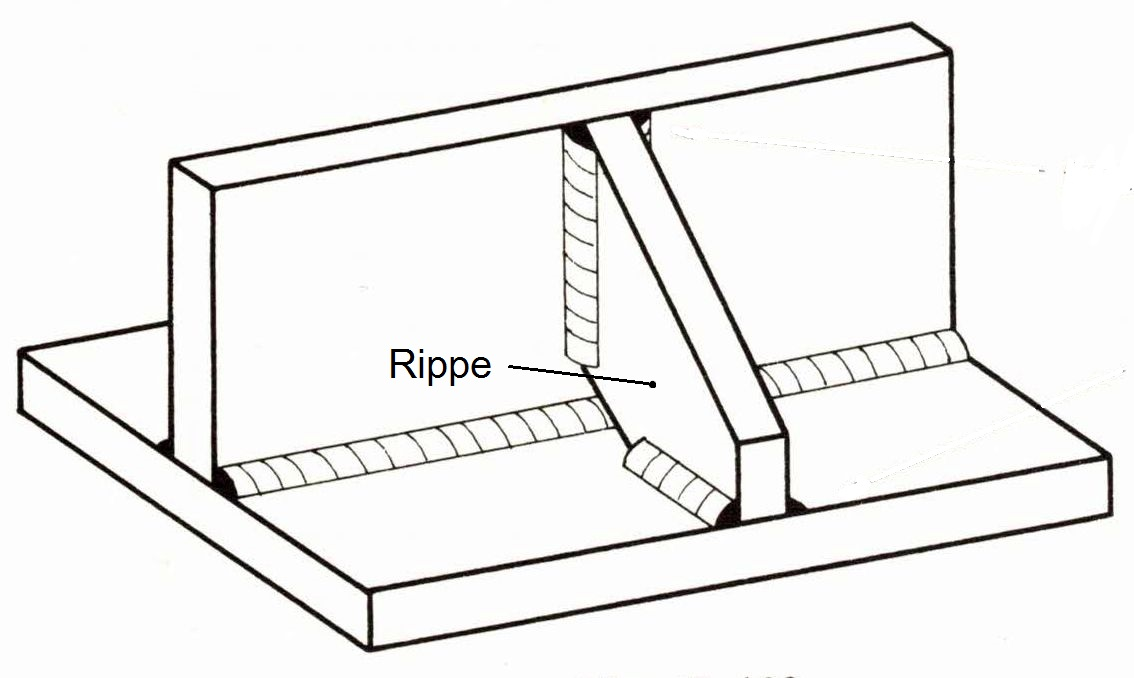
Zwei schmale Platten sind  zu einem T-Profilstab zusammen geschweißt; Biegefestigkeit der Verbindung mit Rippe verstärkt. Relativ zur Bodenplatte kann bereits die vertikale Platte als Rippe angesehen werden.
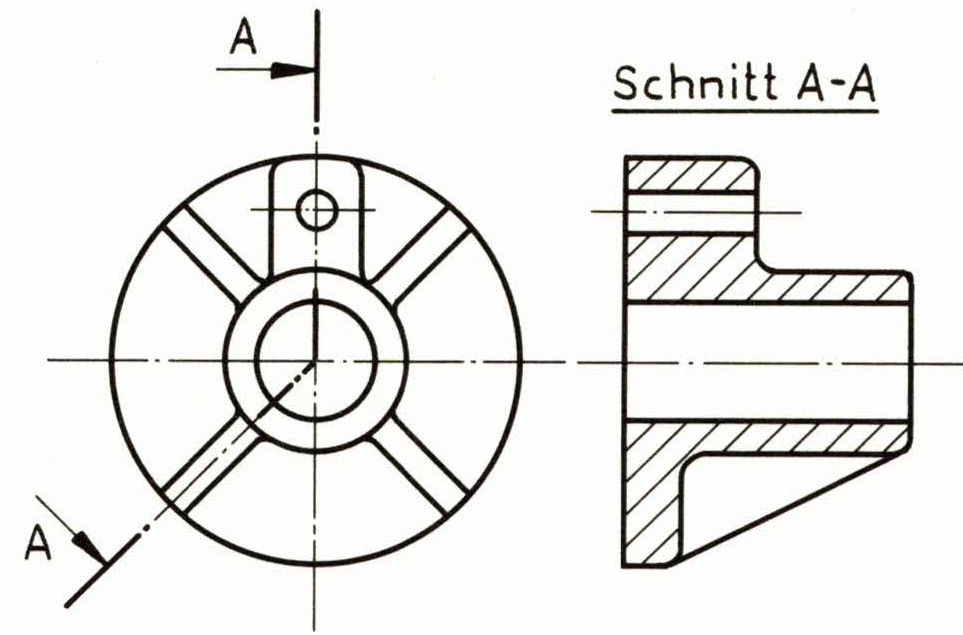
Flansch an Rohrstück, Verbindung gegen gegenseitiges Kippen mit 4 Rippen verstärkt. Im Schnittbild rechts ist die Schnittführung durch die Rippe links unten nicht schraffiert dargestellt (leeres Dreieck).
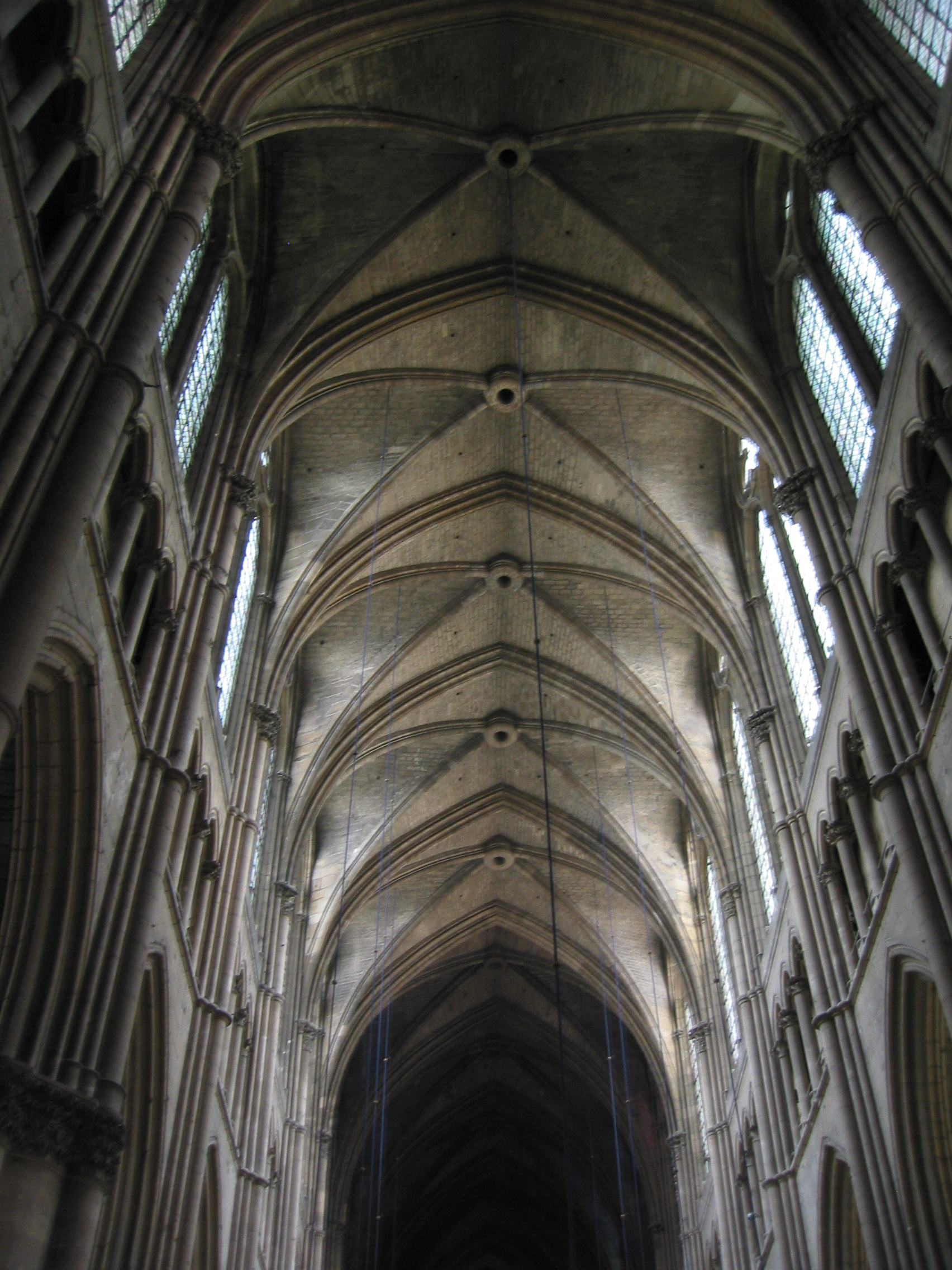
Gewölberippen als Kanten zwischen den Gewölbeflächen, die von den Rippen mitgetragen werden
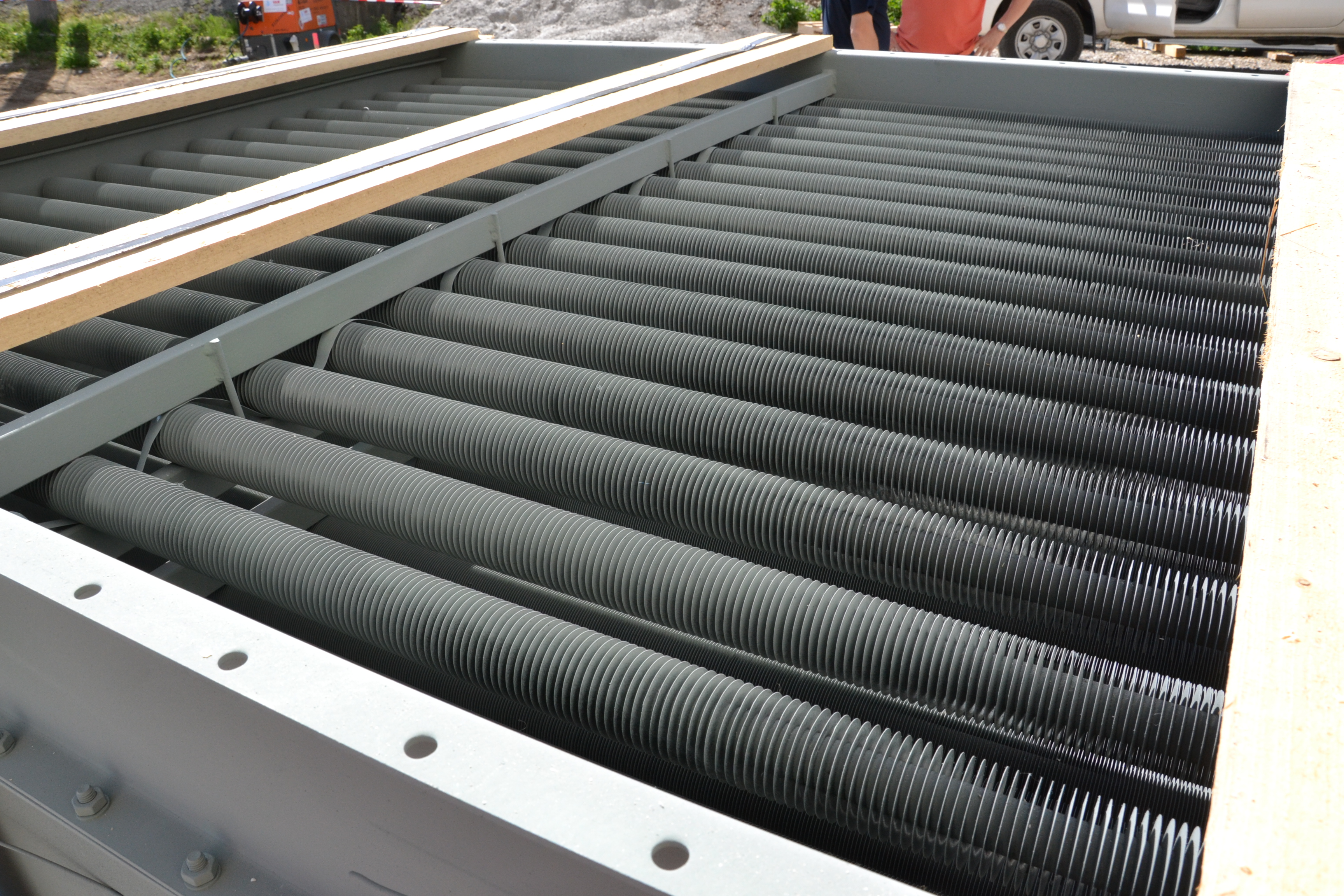
Rippenrohre: vielzählige, eng benachbarte Ringbleche für den Wärmeaustausch zwischen einem Medium in den Rohren und der Luft